# Lugmore Hill
Die Steinkiste (englisch stone cist) auf dem Lugmore Hill liegt im Townland Lugmore (irisch an Log Mór),  (deutsch „große Höhle“) südwestlich von Tallaght im County South Dublin in Irland. Sie ist ein gutes Beispiel für eine bronzezeitliche irische Steinkiste. 
Die vier Seiten der Steinkiste werden von großen Platten gebildet, die einen rechteckigen Rahmen von einem Meter Länge und 80 cm Breite bilden. Die Kiste etwa 70 cm tief. Ihr Boden ist mit Steinen angefüllt. Der Deckstein liegt, mit der flachen Unterseite nach oben, neben dem offenen Grab. Seine (im Bild verdeckte) Oberseite ist gewölbt.
Die etwa 700 Steinkisten der Insel verteilen sich asymmetrisch; ihre Häufigkeit ist im Osten der Insel deutlich höher. Die Kisten liegen im Allgemeinen auf Graten oder Hügeln in Höhen zwischen 30 und 180 m Meereshöhe.